# Batalla de Chocontá
La Batalla de Chocontá (Chocont Saba en idioma muisca) fue un conflicto bélico prehispánico que tuvo lugar en 1490, en el uta (poblado) de Chocontá (en el actual departamento de Cundinamarca, Colombia). Los bandos enfrentados fueron las dos principales subdivisiones político-administrativas de la Confederación Muisca: por una parte, el ejército del Zipazgo, comandado por el Zipa Saguamanchica, y por otra, el ejército del Zacazgo, al mando del Zaque Michuá.

## Antecedentes

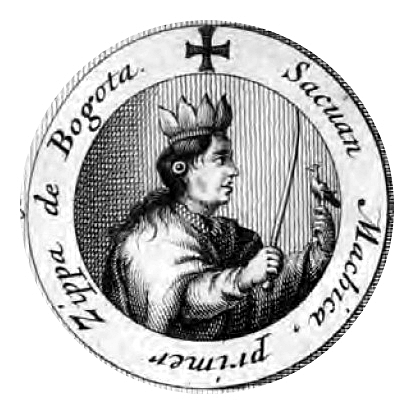
El Zipa Saguamanchica.

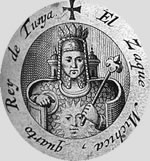
El Zaque Michuá.

Saguamanchica ascendió al trono del Zipazgo en 1470, y poco después se anexionó el territorio de los sutagaos (llamados también fusagasugaes) a quienes sometió y convirtió en tributarios luego de ganar la Batalla de Pasca. Pero la paz en el Zipazgo no duró mucho, pues cuatro años después, en 1474, el Zibyntyba (gobernante de poder intermedio) de Guatavita se rebeló contra la autoridad del Zipa. 
Guatavita y Funza siempre se habían disputado la dirección del Zipazgo, por lo que esta rebelión no resultaba nueva. El Zibyntyba de Guatavita atacó en dos oportunidades a Saguamanchica, pero en ambas ocasiones fue derrotado. Entonces, decidió pedir la protección del Zaque Michuá, debido a que, en teoría, los Zaques seguían teniendo autoridad sobre los Zipas, desde que el Zaque Hunzahúa unificó todo el territorio de la Confederación Muisca bajo su mando. Al recibir la queja del Zibyntyba de Guatavita, el Zaque Michuá envió un emisario a Funza, capital del Zipazgo, ordenando a Saguamanchica dirigirse de inmediato a Hunza, capital del Zacazgo, para rendir cuentas de su conducta. Esta oportunidad se presentaba propicia para Michuá, pues de este modo los Zaques podrían volver a tener el control en todo el territorio muisca.
Sin embargo, Saguamanchica se burló del mensaje del Zaque y maltrató al emisario. Ante esta ofensa, Michuá reunió un ejército de 40.000 güechas (guerreros muiscas) y se dirigió a la frontera con el Zipazgo. Michuá esperaba así que el Zipa le pidiera perdón y aceptara su autoridad, pero Saguamanchica, por el contrario, le hizo frente; rápidamente reunió, con la ayuda del Utatiba (gobernante local) de Sopó, un ejército aún más numeroso que el del Zaque, y se dirigió al encuentro de su adversario. Pero el Zaque, en lugar de combatir, ordenó a sus tropas dar media vuelta y regresar a Hunza. Tan inesperada decisión del Zaque hizo que en el ejército contrario se burlaran de su cobardía. Entre tanto, Saguamanchica aprovechó para castigar al zybyn (clan) de Ubaque, cuyo Zibyntyba se había aliado con el Zaque al enterarse de la batalla que estaba por librarse.
Después de esto, y durante los siguientes dieciséis años, Saguamanchica se ocupó de combatir a los panches, enemigos tradicionales de los muiscas que constantemente invadían los uta fronterizos de Zipacón y Tena. Además, neutralizó al Zibyntyba de Guatavita, que en un principio se había tomado los uta de Chía y Cajicá.

## Desenlace

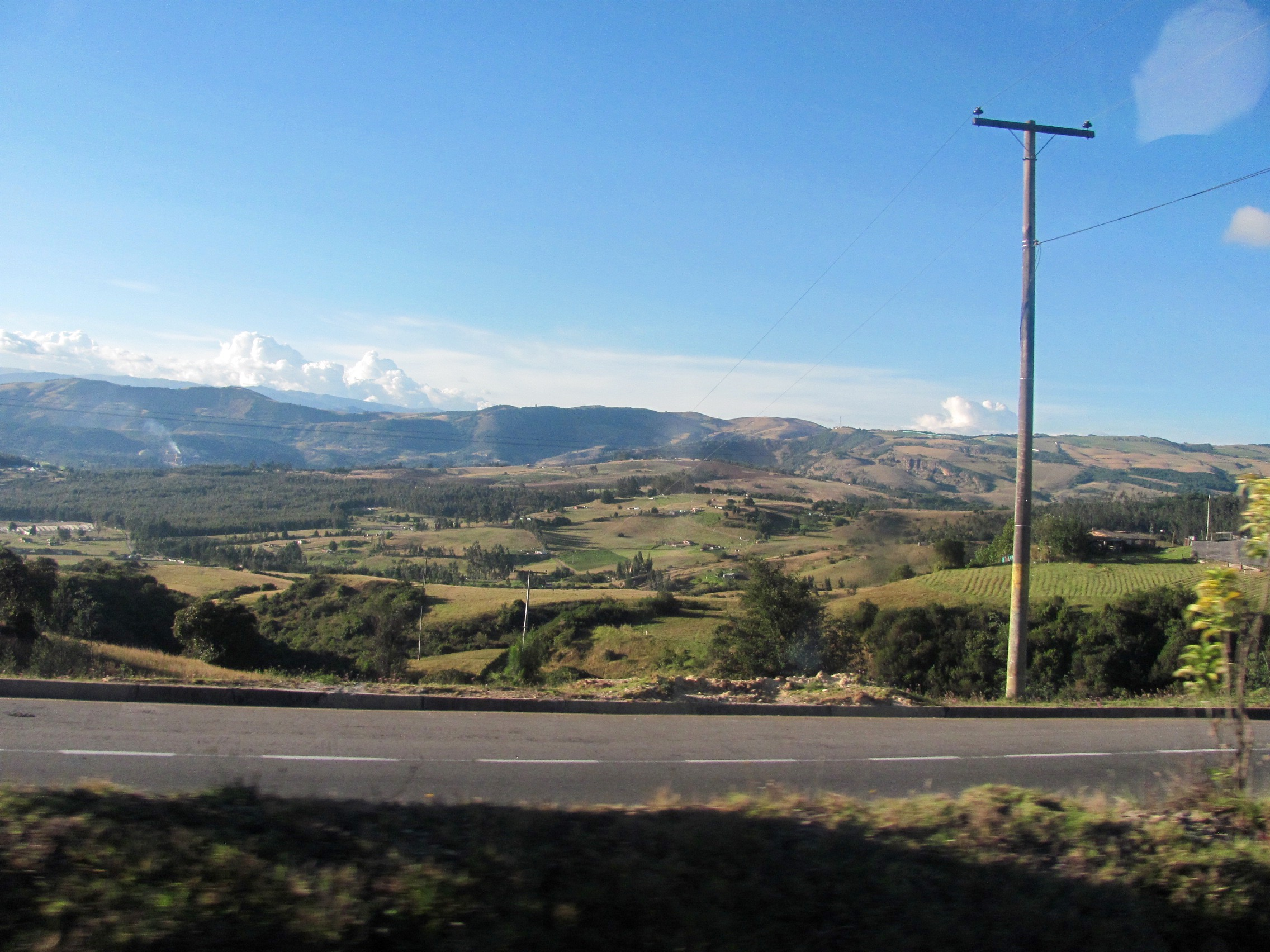
Campos de Chocontá.

Luego de dieciséis años de una tensa paz, en 1490 Saguamanchica reanudó su anterior propósito de combatir al Zaque. Entonces se dirigió a Sopó, donde reunió un ejército de 50.000 güechas. En esa ocasión no intervino Guatavita. Entre tanto, Michuá, enterado de la marcha de Saguamanchica en su contra, reunió por su parte a 60.000 güechas y acudió al encuentro de su adversario.
Los dos ejércitos se encontraron por fin en los campos de Chocontá. Al poblado habían llegado poco antes las tropas del Zaque, que aprovecharon para descansar y abastecerse. El combate se prolongó por tres horas y fue particularmente sangriento. Al final ganaron las tropas del Zipazgo, pero los líderes de ambos bandos murieron, aunque Saguamanchica alcanzó a ver la victoria de su ejército.